# Ходзан-рю
Ходзан-рю (яп. 宝山流), также известное как Цуцуми Ходзан-рю (яп. 堤宝山流) — сого будзюцу, классическое японское боевое искусство (корю), основанное в конце XIV или начале XV века мастером по имени Цуцуми Ходзан (яп. 堤宝山).

## История
Школа Цуцуми Ходзан-рю была основана в конце XIV или начале XV века (период Асикага мастером фехтования по имени Цуцуми Ходзан (яп. 堤宝山), также известным как Цуцуми Ямасиро-но-ками Ходзан (яп. 堤山城守宝山). Цуцуми являлся 12-м учеником монаха Дзиона, основателя школы Нэн-рю. Помимо фехтования он изучал техники дзёдо и дзюдзюцу (в частности ёрои куми — борьбу в самурайских доспехах). В арсенал приёмов борьбы школы вошли методы работы с яри, кусаригама и бо, а также техники ходзёдзюцу.
Во времена периода Мэйдзи техники школы Ходзан-рю преподавались в Киото, где помимо данного стиля были популярны Кито-рю, Кансин-рю и Дзиго Тэнсин-рю. В городе Химэдзи было создано ответвление от школы, которое именовалось Исикава Ходзан-рю и было известно благодаря катамэвадза (техники удержания, удушения и болевые приёмы).
В XIX веке (1886 год) одна из техник школы, «хаттэн гири», вошла в одну из ката («Кэйситё-рю Гэккэн Ката») полицейской школы фехтования Японии — Кэйситё Будо. С того времени о школе известно немного. Последний сокэ школы, Цуцуми Масао, умер в 1898 году. Считается, что с ним и закончилась история школы, так как официальных наследников Масао не оставил.